# Bibliografia de Søren Kierkegaard

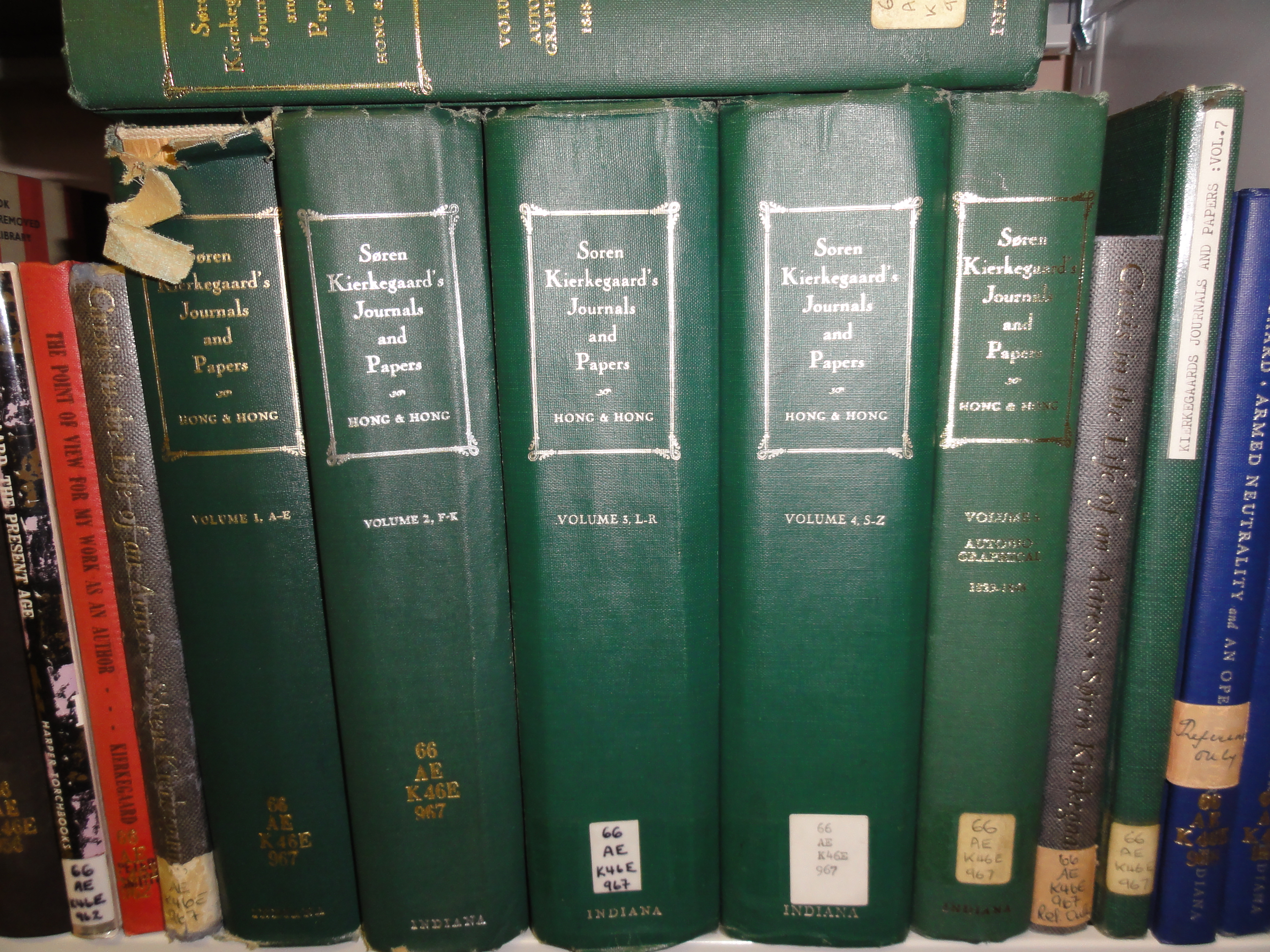
Imagem de uma coleção de obras de Kierkegaard

Este artigo é uma lista de obras de Søren Kierkegaard traduzidas para a língua portuguesa nos países em que ela é idioma oficial.
Este verbete também consta uma relação de obras especializadas no pensamento de Kierkegaard divididas nas seguintes categorias:
- Livros ou coletâneas monográficas (desde que tenham ISBN);
- Dissertações de mestrado e teses de doutorado aprovadas em diversas áreas do conhecimento.

## Livros publicados por Søren Kierkegaard

### A–D
- O conceito de angústia: uma simples reflexão psicológico-demonstrativa direcionada ao problema dogmático do pecado hereditário, de Vigilius Haufniensis. Trad. e posfácio de Álvaro Luiz Montenegro Valls. Petrópolis, RJ: Vozes; Bragança Paulista, SP: Editora Universitária São Francisco, 2010.[1]

- Discursos Edificantes em Diversos Espíritos. (1847)
  - Trad. Alvaro L. M. Valls e Else Hagelund.
  - São Paulo: LiberArs, 2018.

- O diário do seductor: a arte de amar
  - Tradução de Mário Alemquer
  - Lisboa: Livraria Clássica, 1911.

- O desespero humano: doença até à morte
  - Tradução e introdução de Adolfo Casais Monteiro
  - Porto: Livraria Tavares Martins 1936. (Duas reedições em 1947, e ainda em 1957, 1961 e 1979).

- O Banquete
  - Tradução e introdução de Álvaro Ribeiro.
  - Lisboa: Guimarães Editores 1953.(Reedições: 1962, 1963, 1985, 1997, 2002).

- O conceito de angústia
  - Tradução de João Lopes Alves.
  - Lisboa: Presença, 1962. (Reedição em 1972).

- Diário de um Sedutor
  - Tradução de Carlos Grifo.
  - Lisboa: Presença, 1971.

- Desespero: a doença mortal
  - Tradução de Ana Keil.
  - Porto: Rés Editora 1986. (Reedição em 2003).

### E–K
- Estética do Matrimónio.
  - Tradução de Margarida Schiappa.
  - Lisboa: Presença, 1965.

- Kierkegaard: In Vino Veritas.
  - Tradução, notas e posfácio de José Miranda Justo.
  - Lisboa: Antígona, 2005.

### L–Q
- Migalhas Filosóficas: ou um bocadinho de filosofia de João Clímacus.[1]
  - Trad. de Ernani Reichmann e Alvaro L. M. Valls.
  - Petrópolis, RJ: Vozes, 1995.

- Ponto de Vista Explicativo da Minha Obra de Escritor (1856).
  - Rio de Janeiro: Almedina, 2002.

- Ponto de vista explicativo da minha obra como escritor
  - Tradução de João Gama.
  - Lisboa: Edições 70, 1986.

### R–Z
- A Repetição.
  - Tradução, notas e introdução de José Miranda Justo.
  - Lisboa: Relógio d’Água, 2009.

- Temor e Tremor.
  - Tradução de Maria José Marinho, introdução de Alberto Ferreira.
  - Lisboa: Guimarães Editores 1959. (Reedições: 1990, 1998).

- Temor e Tremor.
  - Tradução, notas e introdução de Elisabete M. de Sousa.
  - Lisboa: Relógio d’Água, 2009.

## Livros sobre o pensamento de Kierkegaard

### Coletâneas, manuais e monografias especializadas
- ALMEIDA, Jorge; VALLS, Álvaro. Kierkegaard. Zahar: Rio de Janeiro, 2007.
- FARAGO, France. Compreender Kierkegaard. Petrópolis: Vozes, 2006.
- FERNANDES, Victor Manoel. Kierkegaard e Hegel: reconsiderando a relação entre o Pós-Escrito e a Ciência da Lógica. São Paulo: LiberArs, 2019.
- MENDES, Natália (Org.). Kierkegaard através do tempo. São Paulo: Liberars, 2021.
- PAULA, Marcio Gimenes de. Indivíduo e Comunidade na Filosofia de Kierkegaard. São Paulo: Paulus, 2009.
- PAULA, Marcio Gimenes de. Socratismo e cristianismo em Kierkegaard: o escândalo e a loucura. São Paulo: Annablume/Comunicação, 2001.
- REICHMANN, Ernani. Soeren Kierkegaard: Textos selecionados por Ernani Reichmann. Curitiba: UFPR, 1971.[2]
- SOUSA, Elisabete M. de. Formas de Arte: a Prática Crítica de Berlioz, Kierkegaard, Liszt e Schumann. Lisboa: Centro de Filosofia da Universidade de Lisboa 2008.

### Dissertações de mestrado
- ALBUQUERQUE, Arthur Henrique Vieira de. A categoria da repetição: abertura da interioridade através do movimento paradoxal da fé no pensamento de Kierkegaard. 2020. Dissertação (Mestrado em Filosofia) – Universidade Federal de Pernambuco, Recife, 2020.
- CALHEIROS, Armindo Azevedo de Sá. As Fronteiras da Subjectividade – Uma perspectiva do pensamento de Søren Kierkegaard à Luz da Filosofia da Educação. Dissertação de mestrado, Porto: Faculdade de Letras da Universidade do Porto, Porto, 2007.
- GONÇALVES, Daniela Alexandra Ramos. Ironia e Humor. A perspectiva existencial de Kierkegaard. Dissertação de mestrado, Porto: Faculdade de Letras da Universidade do Porto, Porto, 2002.
- LOPES, Dinarte. Kierkegaard entre Kant e Hegel: O sentido existencial da verdade subjetiva. 2006. Dissertação (Mestrado). Programa de Pós-Graduação em Filosofia, Universidade Federal de Pernambuco, Recife, 2006.
- OLIVEIRA, André Luiz Holanda de. A noção de existência autêntica em Kierkegaard. 2003. Dissertação (Mestrado). Programa de Pós-Graduação em Filosofia, Universidade Federal de Pernambuco, Recife, 2003.
- SABINO, Cristiana da Graça Rodrigues. Existência e Fé em Søren Kierkegaard. Dissertação (mestrado) - Faculdade de Letras da Universidade do Porto, Porto, 2004.
- SILVA, Bárbara Henriques Marques Pereira da. A Teia da Possibilidade, aproximação ao conto “Uma Possibilidade” dos Estádios no Caminho da Vida de Kierkegaard. Dissertação de mestrado, Lisboa: Faculdade de Ciências Sociais e Humanas da Universidade Nova de Lisboa, Lisboa, 2009.
- SILVA, Cássio Robson Alves da. Da ironia à seriedade: sobre o tornar-se indivíduo segundo Kierkegaard. 2016. 131 f. – Dissertação (Mestrado) – Universidade Federal do Ceará, Programa de Pós-graduação em Filosofia, Fortaleza (CE), 2016.
- SILVA, José Manuel Bártolo da. O Labirinto interior: o pensamento de Søren Kierkegaard a partir das suas reacções ao sistema (1843-1846). Dissertação de mestrado, Lisboa: Faculdade de Ciências Sociais e Humanas da Universidade Nova de Lisboa, 1999.
- SILVA, Marcos da Silva e. O sofrimento: uma abordagem kierkegaardiana. 2010. 100 f. Dissertação (mestrado em Filosofia) - Pontifícia Universidade Católica de São Paulo, São Paulo, 2010.
- SOUSA, Leonardo Silva. Da vontade desesperada em querer tornar-se si mesmo à tristeza de nunca sermos dois: a questão do eu em Kierkegaard e Mário de Sá-Carneiro. 2017. 158 f. Dissertação (Programa de Pós-Graduação em Cultura e Sociedade/CCH) - Universidade Federal do Maranhão, São Luis, 2017.
- SOUZA JUNIOR, Nahor Lopes de. Experiência autobiográfica no Ensino Médio com foco no sentido da vida a partir das contribuições de Søren Kierkegaard e Viktor Frankl. 2023. 103 f. Dissertação (Programa de Pós-Graduação em Filosofia) - Universidade Federal do Paraná, Curitiba, 2023.
- TAVARNEZ, Sorel Celeste. O amor por Søren Kierkegaard: uma análise da relação entre o amor crístico e a prática do cristianismo em “As Obras do Amor”. Campinas: PUC-Campinas, 2023. 162 f.: il. Dissertação (mestrado em Ciências da Religião) - Programa de Pós-Graduação em Ciências da Religião, Escola de Ciências Humanas, Jurídicas e Sociais, Pontifícia Universidade Católica de Campinas, Campinas, 2023.

### Teses de doutorado
- FERNANDES, Victor Manoel. O tratado das categorias de Kierkegaard uma reconstrução crítica. Tese (doutorado em Filosofia) – Universidade do Vale do Rio dos Sinos, Programa de Pós-Graduação em Filosofia, São Leopoldo, 2023.
- FERREIRA, Gabriel. Em Busca de uma Existentiel-Videnskab: Kierkegaard e a Ontologia do Inter-Esse. 2015. Tese (doutorado em Filosofia) – Programa de Pós-Graduação em Filosofia, Universidade do Vale do Rio dos Sinos (UNISINOS), São Leopoldo, 2015.
- FERREIRA, Jacqueline Leão Jácome. Either/or: jogo em Kierkegaard – Kierkegaard em jogo. 219 f. Tese (doutorado) – Universidade Federal de Minas Gerais, Faculdade de Letras, Belo Horizonte, 2008.
- OLIVEIRA, Rômulo Gomes de. O Ponto de Apoio Kierkegaardiano: O Amor como o Especificamente Religioso. 323 p. Tese (doutorado) - Universidade Federal de Juiz de Fora, Instituto de Ciências Humanas, Programa de Pós-Graduação em Ciência da Religião, Juiz de Fora, 2016.
- ROSSATTI, Gabriel Guedes. O conceito de modernidade nos escritos primeiros de Kierkegaard: uma análise semântico-conceitual. Tese (doutorado em Ciências Humanas) - Programa de doutorado Interdisciplinar em Ciências Humanas, Universidade Federal de Santa Catarina, Florianópolis, 2012.
- ROOS, Jonas. Tornar-se Cristão: O Paradoxo Absoluto e a existência sob juízo e graça em Søren Kierkegaard. 2007. 247 f. Tese (doutorado em Teologia) – Faculdades EST, São Leopoldo, 2007.[2]